# Копија Повеље бана Кулина и 166. листа Мирослављевог јеванђеља
Копија Повеље бана Кулина и 166. листа Мирослављевог јеванђеља представљају два експоната изложена у Народној скупштини Републике Српске. Ове двије копија, два најзначајнија српска средњовијековна писана документа су поклон Руске националне библиотеке из Санкт Петербурга и Руске академије наука из Москве, Републици Српској, у чију историји су дубоко уткани и бан Кулин и кнез Мирослав, као владари средњовијековних српских земаља Босне и Хума, на чијој територији се данас налази Република Српска.
Аутентична копија Повеље бана Кулина и дигитално издање 166. листа Мирослављевог јеванђеља, као два најзначајнија и најљепша блага српског језика су поклоњени руководству Парламента Републике Српске на челу са тадашњим предсједником Недељком Чубриловићем 2017. године поводом 8. септембра, Дана словенске писмености. Копије ових историјских споменика су трајно постављене у изложбeном простору Народне скупштине Републике Српске. Овим чином Република Српска се сврстала у ред земаља које обиљежавају Дан словенске писмености и културе, баштинећи средњовијековну српску писменост и културу насталу на територији данашње Републике Српске, а у склопу бановине и кнежевине чију духовну традицију наставља данашња Република Српска.
Свечано представљање ова два најзначајнија споменика српског језика, копија Повеље бана Кулина и 166. листа Мирослављевог јеванђеља, одржало се на Дан словенске писмености и културе, Светог Ћирила и Методија, 24. маја 2018. у Народној скупштини Републике Српске.

## Аутентична копија Повеље бана Кулина
Повеља бана Кулина написана је 29. августа 1189. године. Представља и најстарији сачувани дипломатски документ писан на народном српском језику из Босне, и гдје је први пут поменуто словенско име града Дубровника (Epidaurum, id est Ragusium, на итал.: Рагуза). О Повељи бана Кулина написано је много радова. О њеном језику стоји мишљење компетентног научника Ватрослава Јагића који наводи сљедеће:
„Листина Кулина бана од г. 1189. прво (је) и најстарије, што би писано ћирилицом а србским језиком”.
Преписи повеље су све до средине XIX вијека били чувани у Дубровачком архиву, када их је затражио Бечки двор. Тада је из Дубровника послат по један примјерак за Беч, Србију и Русију, не би ли се заштитила документа која су се сматрала једним од најстаријих што се тиче словенске писменитости. Примјерак из Беча је враћен у Дубровник 1947. на захтјев Југославије. За примјерак који се и данас чува у Санкт Петербургу је утврђено да је најстарији од ових преписа, те се стога сматра изворником.
Копија Повеље бана Кулина коју је Република Српска добила од Руске академије наука представља аутентичну копију најстаријег преписа повеља, који наука уједно сматра и изворником. Копију Повеље Кулина бана предсједнику Парламента Српске Недељку Чубриловићу уручила је директорка Библиотеке Руске академије наука Ирена Маихајловна Бељајева.

## Дигитално издање 166. листа Мирослављевог јеванђеља
Мирослављево јеванђеље је кодекс, односно рукописна књига. То је један од најзначајнијих ћириличких споменика српске и јужнословенске, односно српско-словенске писмености из 12. века. Мирослављево јеванђеље је по свом саставу јеванђелистар, богослужбена књига у којој су текстови распоређени према читањима у току црквене године. Писано је за Мирослава, брата великог жупана Стефана Немање, кнеза хумског за потребе његове задужбине цркве светог Петра на Лим, око које је касније настало Бијело Поље,
Мирослављево јеванђеље је један од најзначајнијих ћириличких споменика српске писмености. Чува се у Народном музеју у Београду, а оригинални 166. лист налази се у Руској националној библиотеци у Санкт Петербургу. Дигитано издање оригиналног 166. листа Мирослављевог јеванђеља, Народној скупштини Републике Српске поклонила је управа Руске национале библиотеке током посјете званичника Парламента Српске Санкт Петербургу.